# Phorocera arborea
Phorocera arborea är en tvåvingeart som beskrevs av Robineau-desvoidy 1863. Phorocera arborea ingår i släktet Phorocera och familjen parasitflugor.
Artens utbredningsområde är Frankrike. Inga underarter finns listade i Catalogue of Life.